# Collegio di Inverness, Nairn, Badenoch and Strathspey
Inverness, Nairn, Badenoch and Strathspey è stato un collegio elettorale scozzese della Camera dei comuni del Parlamento del Regno Unito. Eleggeva un membro del Parlamento con il sistema maggioritario a turno unico; il collegio è stato abolito con la revisione del 2024; parte di esso è confluito nel nuovo Inverness, Skye and West Ross-shire, e una parte in Moray West, Nairn and Strathspey.
Ricopriva la parte sud-orientale delle Highland e conteneva quattro luoghi nel nome, la quantità maggiore di ogni altro collegio del Regno Unito.

## Estensione
Il collegio fu creato alle elezioni del 2005 unendo una parte di Inverness East, Nairn and Lochaber con una parte di Ross, Skye and Inverness West. La restante parte di Inverness East, Nairn and Lochaber fu unita con il resto di Ross, Skye and Inverness West per costituire il collegio di Ross, Skye and Lochaber. Una piccola area di Ross, Skye and Inverness West fu unita a Caithness, Sutherland and Easter Ross.
Per la rappresentanza al Parlamento Scozzese di Holyrood, l'area del collegio di Westminster era divisa tra Inverness East, Nairn and Lochaber e Ross, Skye and Inverness West.

### Area di governo locale
Il collegio di Inverness, Nairn, Badenoch and Strathspey era uno dei tre che ricoprivano l'area delle Highland, gli altri erano Ross, Skye and Lochaber e Caithness, Sutherland and Easter Ross. Inverness, Nairn, Badenoch and Strathspey si estendeva nella parte sud-orientale, mentre Ross, Skye and Lochaber a nord e ovest, e Caithness, Sutherland and Easter Ross ancora più a nord.
Quando fu creato nel 2005, Inverness, Nairn, Badenoch and Strathspey includeva 31 degli 80 ward dell'area; 22 ward (eccetto Beauly and Strathglass) dell'area di Inverness, tutti e quattro i ward dell'area di Nairn, e tutti e cinque i ward dell'area di Badenoch e Strathspey. A seguito della modifica dei ward del 2007, il collegio finì a comprendere tutti e cinque i ward di Inverness, Culloden and Ardersier, Nairn,  Badenoch e Strathspey. Conteneva parte di Ard e Loch Ness e alcune parti di Caol e Mallaig, Fort William e Ardnamurchan, oltre a Wester Ross, Strathpeffer e Lochalsh.
La città di Inverness, per la quale furono assegnate lettere patenti nel 2001, avrebbe potuto ritenersi inclusa nel collegio di Inverness, Nairn, Badenoch and Strathspey, ma questa città non ha dei confini chiaramente definiti. Il Consiglio dell'Highland per l'area di Inverness, come definito dal 1996 al 2007, includeva l'ex burgh di Inverness, abolito nel 1975, oltre all'area urbana che gravitava intorno al burgh, e queste aree si trovavano nel collegio. L'area includeva anche una grande area rurale. Nel 2007, il Consiglio gestiva sette dei nove ward dell'area di Inverness, Nairn and Badenoch and Strathspey; i confini di questa amministrazione erano simili a quelli della vecchia area di amministrazione locale.

## Membri del parlamento
| Elezione | Elezione | Deputato         | Partito          |
| -------- | -------- | ---------------- | ---------------- |
|          | 2005     | Danny Alexander  | Lib Dem          |
|          | 2015     | Drew Hendry      | SNP              |
|          | 2024     | Collegio abolito | Collegio abolito |

## Risultati elettorali

### Elezioni negli anni 2010
| Partito                    | Partito                          | Candidato                  | Risultati 12 dicembre 2019 | Risultati 12 dicembre 2019 |
| Partito                    | Partito                          | Candidato                  | Voti                       | %                          |
| -------------------------- | -------------------------------- | -------------------------- | -------------------------- | -------------------------- |
|                            | SNP                              | Drew Hendry                | 26 247                     | 47,89                      |
|                            | Conservatore                     | Fiona Fawcett              | 15 807                     | 28,84                      |
|                            | Lib Dem                          | Robert Rixson              | 5 846                      | 10,67                      |
|                            | Laburista                        | Lewis Whyte                | 4 123                      | 7,52                       |
|                            | Verdi                            | Ariane Burgess             | 1 709                      | 3,12                       |
|                            | Brexit                           | Les Durance                | 1 078                      | 1,97                       |
|                            |                                  |                            |                            |                            |
| Iscritti                   | Iscritti                         | Iscritti                   | 78 057                     | 100,00                     |
| ↳ Votanti (% su iscritti)  | ↳ Votanti (% su iscritti)        | ↳ Votanti (% su iscritti)  | 54 810                     | 70,22                      |
| ↳ Astenuti (% su iscritti) | ↳ Astenuti (% su iscritti)       | ↳ Astenuti (% su iscritti) | 23 247                     | 29,78                      |
|                            |                                  |                            |                            |                            |
|                            | Esito: collegio confermato a SNP |                            |                            |                            |

| Partito                    | Partito                          | Candidato                  | Risultati 8 giugno 2017 | Risultati 8 giugno 2017 |
| Partito                    | Partito                          | Candidato                  | Voti                    | %                       |
| -------------------------- | -------------------------------- | -------------------------- | ----------------------- | ----------------------- |
|                            | SNP                              | Drew Hendry                | 21 042                  | 39,85                   |
|                            | Conservatore                     | Nicholas Tulloch           | 16 118                  | 30,53                   |
|                            | Laburista                        | Mike Robb                  | 8 552                   | 16,20                   |
|                            | Lib Dem                          | Richie Cunningham          | 6 477                   | 12,27                   |
|                            | Cristiano                        | Donald Boyd                | 612                     | 1,16                    |
|                            |                                  |                            |                         |                         |
| Iscritti                   | Iscritti                         | Iscritti                   | 76 857                  | 100,00                  |
| ↳ Votanti (% su iscritti)  | ↳ Votanti (% su iscritti)        | ↳ Votanti (% su iscritti)  | 52 801                  | 68,70                   |
| ↳ Astenuti (% su iscritti) | ↳ Astenuti (% su iscritti)       | ↳ Astenuti (% su iscritti) | 24 056                  | 31,30                   |
|                            |                                  |                            |                         |                         |
|                            | Esito: collegio confermato a SNP |                            |                         |                         |

| Partito                    | Partito                                | Candidato                  | Risultati 7 maggio 2015 | Risultati 7 maggio 2015 |
| Partito                    | Partito                                | Candidato                  | Voti                    | %                       |
| -------------------------- | -------------------------------------- | -------------------------- | ----------------------- | ----------------------- |
|                            | SNP                                    | Drew Hendry                | 28 838                  | 50,05                   |
|                            | Lib Dem                                | Danny Alexander            | 18 029                  | 31,29                   |
|                            | Laburista                              | Mike Robb                  | 4 311                   | 7,48                    |
|                            | Conservatore                           | Edward Mountain            | 3 410                   | 5,92                    |
|                            | Verdi                                  | Isla O'Reilly              | 1 367                   | 2,37                    |
|                            | UKIP                                   | Les Durance                | 1 236                   | 2,15                    |
|                            | Cristiano                              | Donald Boyd                | 422                     | 0,73                    |
|                            |                                        |                            |                         |                         |
| Iscritti                   | Iscritti                               | Iscritti                   | 77 645                  | 100,00                  |
| ↳ Votanti (% su iscritti)  | ↳ Votanti (% su iscritti)              | ↳ Votanti (% su iscritti)  | 57 613                  | 74,20                   |
| ↳ Astenuti (% su iscritti) | ↳ Astenuti (% su iscritti)             | ↳ Astenuti (% su iscritti) | 20 032                  | 25,80                   |
|                            |                                        |                            |                         |                         |
|                            | Esito: collegio passa da Lib Dem a SNP |                            |                         |                         |

| Partito                    | Partito                              | Candidato                  | Risultati 6 maggio 2010 | Risultati 6 maggio 2010 |
| Partito                    | Partito                              | Candidato                  | Voti                    | %                       |
| -------------------------- | ------------------------------------ | -------------------------- | ----------------------- | ----------------------- |
|                            | Lib Dem                              | Danny Alexander            | 19 172                  | 40,72                   |
|                            | Laburista                            | Mike Robb                  | 10 407                  | 22,10                   |
|                            | SNP                                  | John Finnie                | 8 803                   | 18,70                   |
|                            | Conservatore                         | Jim Ferguson               | 6 278                   | 13,33                   |
|                            | Cristiano                            | Donald Boyd                | 835                     | 1,77                    |
|                            | Verdi                                | Donnie MacLeod             | 789                     | 1,68                    |
|                            | UKIP                                 | Ross Durance               | 574                     | 1,22                    |
|                            | Solidarity                           | George MacDonald           | 135                     | 0,29                    |
|                            | Joy of Talk                          | Kit Fraser                 | 93                      | 0,20                    |
|                            |                                      |                            |                         |                         |
| Iscritti                   | Iscritti                             | Iscritti                   | 72 551                  | 100,00                  |
| ↳ Votanti (% su iscritti)  | ↳ Votanti (% su iscritti)            | ↳ Votanti (% su iscritti)  | 47 086                  | 64,90                   |
| ↳ Astenuti (% su iscritti) | ↳ Astenuti (% su iscritti)           | ↳ Astenuti (% su iscritti) | 25 465                  | 35,10                   |
|                            |                                      |                            |                         |                         |
|                            | Esito: collegio confermato a Lib Dem |                            |                         |                         |

### Elezioni negli anni 2000

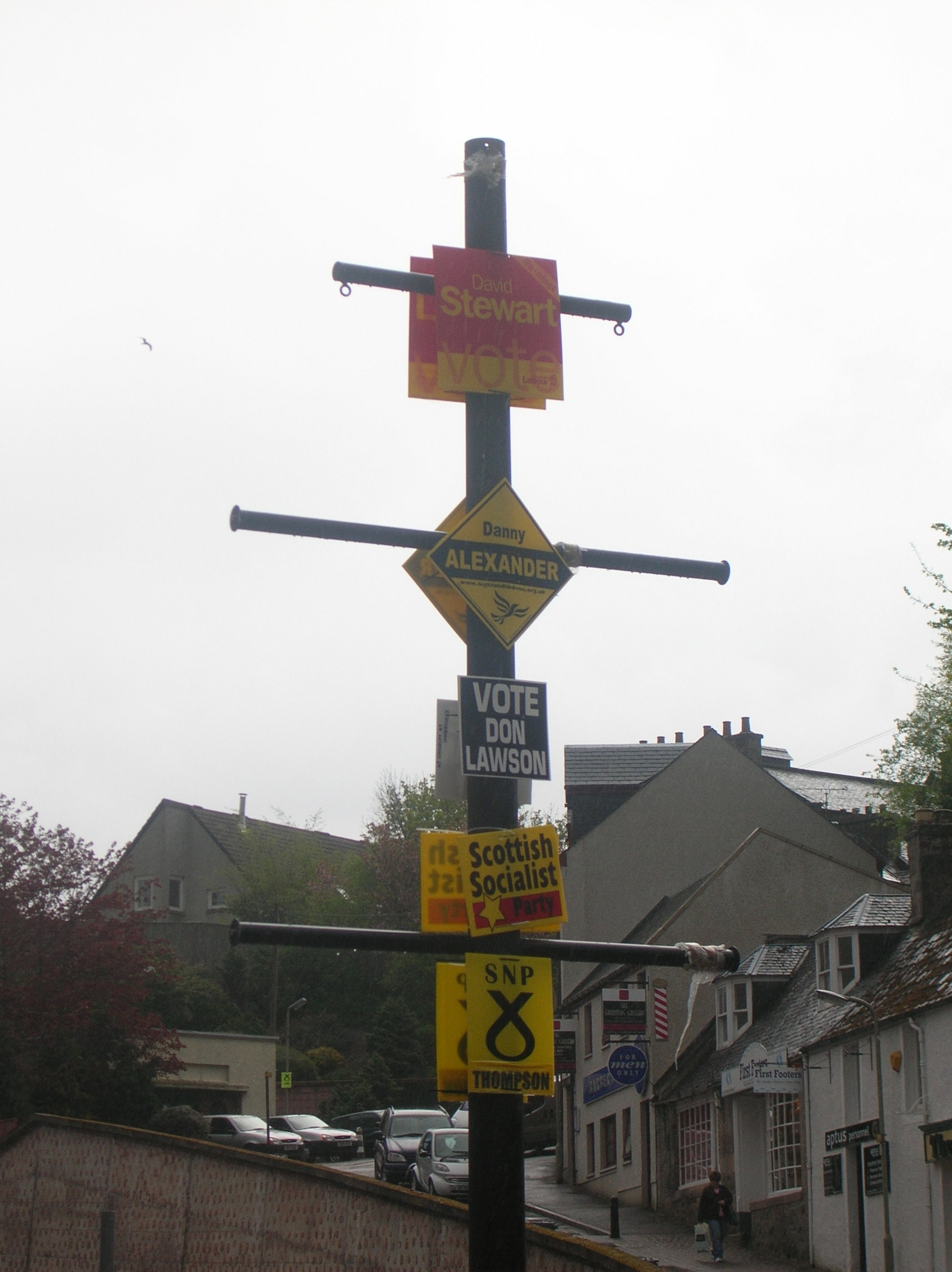
Elezioni del 2005

| Partito                    | Partito                                    | Candidato                  | Risultati 5 maggio 2005 | Risultati 5 maggio 2005 |
| Partito                    | Partito                                    | Candidato                  | Voti                    | %                       |
| -------------------------- | ------------------------------------------ | -------------------------- | ----------------------- | ----------------------- |
|                            | Lib Dem                                    | Danny Alexander            | 17 830                  | 40,29                   |
|                            | Laburista                                  | David Stewart              | 13 682                  | 30,92                   |
|                            | SNP                                        | David Thompson             | 5 992                   | 13,54                   |
|                            | Conservatore                               | Robert Rowantree           | 4 579                   | 10,35                   |
|                            | Verdi                                      | Donnie MacLeod             | 1 065                   | 2,41                    |
|                            | Pubblicano                                 | Donald Lawson              | 678                     | 1,53                    |
|                            | Socialista                                 | George MacDonald           | 429                     | 0,97                    |
|                            |                                            |                            |                         |                         |
| Iscritti                   | Iscritti                                   | Iscritti                   | 69 583                  | 100,00                  |
| ↳ Votanti (% su iscritti)  | ↳ Votanti (% su iscritti)                  | ↳ Votanti (% su iscritti)  | 44 255                  | 63,60                   |
| ↳ Astenuti (% su iscritti) | ↳ Astenuti (% su iscritti)                 | ↳ Astenuti (% su iscritti) | 25 328                  | 36,40                   |
|                            |                                            |                            |                         |                         |
|                            | Esito: collegio a Lib Dem (nuovo collegio) |                            |                         |                         |

## Risultati dei referendum

### Referendum sulla permanenza del Regno Unito nell'Unione europea del 2016
|        | Collegio                                  | Lasciare UE % | Rimanere in UE % |
| ------ | ----------------------------------------- | ------------- | ---------------- |
|        | Inverness, Nairn, Badenoch and Strathspey | 41,3%         | 58,7%            |
| Scozia | 38,0%                                     | 62,0%         |                  |
|        | Regno Unito                               | 51,9%         | 48,1%            |